# フリップサイド (企業)
株式会社フリップサイドは、かつて関東地方を中心にコンサートなどの企画・製作・運営を行っていた会社（イベンター、プロモーター）。コンサートプロモーターズ協会会員。本社所在地は東京都渋谷区。

## 概要
1983年（昭和58年）に高山昌芳に権利を譲渡され株式会社になってからは関東1都6県と山梨県・福島県で行われるコンサートなどの企画・運営を行っていた。栃木県宇都宮市に支社を置き、南関東と山梨のコンサートを本社が、北関東3県と福島のコンサートを宇都宮支社が分担して手がけていた（宇都宮支社は「フリップサイド宇都宮」の名称で独自の窓口を設けていた）。
中島みゆき、松山千春、浜田省吾、THE ALFEE、TUBEらのツアー（関東公演）の企画・製作を永年にわたって担当しており、大物バンドや歌手からの信頼も厚かったという。チケット先行予約などの特典のある有料会員組織「SOUND MEMBERS」は、かつては10代後半から20代前半の若者を中心に約6000名の会員を持ち、2001年（平成13年）3月期には過去最高の年商48億4646万円をあげるなど、一時期はこの分野での有力会社とされていたこともあったという。その後はネット音楽配信などの技術革新と市場環境の激変があるなど、フリップサイドの集客力は大きく低下して行き、自社で企画したコンサートの不振が続くなか、業績は下降線をたどっていった。

## 経営破綻
経営自体は1997年（平成9年）以降は赤字体質に陥り、不景気のあおりなどを受けて2011年（平成23年）3月期には年商が約14億7100万円（ピーク時の約3割）にとどまり赤字に転落。翌年も東日本大震災などに伴うコンサートの延期・中止のあおりを受けて売上高をさらに落とし、資金繰りが逼迫して2012年8月31日に1回目の不渡りを発生させ、実質的な事業停止に陥る。そして9月24日に2回目の不渡りが発生。9月27日に東京地方裁判所へ破産を申請し、翌9月28日に破産手続開始決定を受けた。
1回目の不渡り・事業停止の時点で、フリップサイドの企画によるコンサートを予定していたアーティストはイベンターの変更で対応することになり、案件の多くがジプシーキャラバン、アリノワに引き継がれた。
フリップサイドの倒産（をはじめとするイベンターの経営難）については、複数のタブロイド紙などにより「日本のコンサートにおけるビジネスモデルの変化」が指摘されている。具体的には、これまでイベンターが企画から手がけることの多かったコンサートが、大手レコード会社や有力芸能事務所がコンサートの企画とチケット販売に携わり（レコード会社や芸能事務所はチケットの多くをファンクラブを通じて販売する）、実際の制作担当としてイベンターが加わる（すなわち、従来からのイベンターはレコード会社や芸能事務所の下請けとなる）構造となったことで、自らコンサートの企画を行えるほどの資金確保が難しくなったことが挙げられている。フリップサイドは、この「下請け」を嫌い、自らのコンサート企画にこだわったのと宇都宮支社の存在で資金難に陥ったと指摘されている。

## 参考資料
- “中島みゆき・スピッツなど興行手がけたフリップサイド、破産手続き開始決定”. マイナビニュース (マイナビ). (2012年10月11日) 2020年8月16日閲覧。
- “倒産速報 （株）フリップサイド”.  東京商工リサーチ (2012年9月26日). 2012年10月1日閲覧。[リンク切れ]
- “コンサート企画のフリップサイドが破綻　中島みゆき、松山千春で実績”. MSN産経ニュース (産経新聞社). (2012年9月26日) 2012年10月1日閲覧。
- “有名コンサート会社はなぜ倒産したのか？厳しい“チケット事情””. ZAKZAK (産経新聞社). (2012年9月27日) 2012年10月1日閲覧。
- “名物会社「フリップサイド」の倒産で表面化した、コンサートビジネスの行き詰まり”. 日刊サイゾー (サイゾー). (2012年10月1日) 2012年10月1日閲覧。